# 2802 Weisell
2802 Weisell è un asteroide della fascia principale. Scoperto nel 1939, presenta un'orbita caratterizzata da un semiasse maggiore pari a 3,1117320 UA e da un'eccentricità di 0,1233434, inclinata di 9,61801° rispetto all'eclittica.